# Štabni vodnik (Slovenska vojska)
Štabni vodnik je podčastniški čin v uporabi v Slovenski vojski (SV). Štabni vodnik je tako nadrejen višjemu vodniku in podrejen višjemu štabnemu vodniku.
V skladu z Natovim standardom STANAG 2116  spada čin v razred OR-7.
Štabni vodnik opravlja zahtevnejša dela in naloge v vseh treh kariernih stebrih. Praviloma vodi enoto ali izvaja naloge v štabnem procesu. Podpira poveljnika in mu svetuje. Koordinira delo, usposabljanje in urjenje podrejenih. Sodeluje pri načrtovanju usposabljanja, urjenja, rednega dela, vzdrževanja in oskrbe. Izdeluje evidence, preglednice, poročila, ter ostale administrativno - tehnične naloge na svojem strokovnem področju. Zagotavlja izvajanje predpisov, navodil in ukazov v enoti. Dolžnosti in odgovornosti  štabnega vodnika so podobne kot dolžnosti vodnika. V bistvu se dolžnosti in odgovornosti podčastnikov nikoli ne spreminjajo, vendar obstajajo pomembne razlike med vsako naslednjo ravnjo. 
Tipične dolžnosti so enotovni PČ voda, inštruktor, četni logist, štabni PČ v poveljstvu bataljona/polka, PČ specialist.

## Oznaka
Oznaka čina je sestavljena iz ene velike, peterokotne ploščice, na kateri se nahaja lipov list, nanjo pa sta pritrjeni dve ploščici v obliki črke V.

## Zakonodaja
Štabne vodnike imenuje minister za obrambo Republike Slovenije na predlog načelnika Generalštaba Slovenske vojske.
Vojaška oseba lahko napreduje v čin štabnega vodnika, »če je s činom višjega vodnika razporejen na dolžnost, za katero se zahteva čin štabnega vodnika ter je to dolžnost opravljal najmanj dve leti s službeno oceno »odličen« oziroma najmanj tri leta s službeno oceno »dober««.
Predhodno mora vojaška oseba uspešno opraviti šolanje na DVSIU - Nadaljevaljnem tečaju za podčastnike I. stopnje.